# Kanton Gardanne
Kanton Gardanne (fr. Canton de Gardanne) je francouzský kanton v departementu Bouches-du-Rhône v regionu Provence-Alpes-Côte d'Azur. Skládá se ze čtyř obcí.

## Obce kantonu
- Bouc-Bel-Air
- Gardanne
- Mimet
- Simiane-Collongue